# Règle d'or d'accroissement de la masse monétaire
La règle d'or d'accroissement de la masse monétaire est une règle économique selon laquelle la banque centrale doit faire croître de manière faible et régulière la masse monétaire afin que cette dernière soit en adéquation avec la croissance économique. L'économiste monétariste Milton Friedman est considéré comme le père de cette règle d'or dont l'objet est de limiter les risques de dérapage inflationniste. 

## Concept
L'école monétariste s'intéresse, dans les années 1970, aux effets de la monnaie sur l'activité économique. Milton Friedman soutient que, pour qu'une économie bénéficie d'une croissance équilibrée, il est nécessaire que l'inflation ne vienne pas troubler les anticipations des agents économiques. Pour ce faire, la banque centrale doit ancrer leurs anticipations, c'est-à-dire ne jamais chercher à les surprendre, mais au contraire tout annoncer clairement. En d'autres termes, elle ne doit pas faire soudainement baisser ou augmenter la masse monétaire, mais plutôt accompagner sa croissance lentement et régulièrement, parallèlement à la croissance économique. 
Friedman en vient ainsi à préconiser que la banque centrale fixe publiquement un objectif de croissance de la masse monétaire. Il s'agit d'une politique de ciblage monétaire, où la banque centrale utilise comme principal indicateur de l'inflation le montant de la masse monétaire. Cette préconisation est sous-tendue par le postulat monétariste selon laquelle l'inflation est toujours un phénomène monétaire. Afin que l'inflation reste stable, la croissance de la masse monétaire doit être fixée sur le taux de croissance de long terme de l'économie. Ainsi, tout dérapage inflationniste est rendu impossible. En continuant d'appliquer la même politique monétaire, les banques centrales ne tomberaient pas dans l'erreur de l'incohérence temporelle. 

## Critiques et débats
Christian de Boissieu considère que la règle d'or est « un exemple de règle monétaire sans rétroaction ». La banque centrale qui applique la règle d'or, en effet, ne prend pas en compte l'évolution de la conjoncture économique, et ne peut par conséquent pas y répondre adéquatement.
L'inconvénient majeur de la règle d'or semble donc être son incapacité à moduler les taux d'intérêt ou à répondre en cas de choc macroéconomique. John B. Taylor remarque ainsi dans un article de 1993 que la conduite de la politique monétaire exige du « jugement » sur la situation, ce que ne peut prévoir une règle ou un ordinateur. Il était ainsi rationnel pour la Réserve fédérale des États-Unis, par exemple, de fournir réserves supplémentaires au système bancaire après le krach d'octobre 1987.